# Philogangidae
Philogangidae zijn een familie van juffers (Zygoptera), een van de drie suborden van de libellen (Odonata). De familie telt 2 beschreven geslachten en 9 soorten.

## Taxonomie
De familie kent de volgende geslachten:
- Diphlebia Selys, 1869
- Philoganga Kirby, 1890